# 아르미니아 빌레펠트
DSC 아르미니아 빌레펠트(Deutscher Sport-Club Arminia Bielefeld)는 독일 노르트라인베스트팔렌주 빌레펠트를 연고로 하는 독일의 스포츠 클럽이다. 클럽에는 축구, 필드하키, 피겨스케이팅, 당구팀이 활동하고 있다. 12,000명의 회원을 보유하고 있으며 전통적으로 검은색과 흰색, 파란색을 클럽의 상징색으로 사용한다. 클럽의 아르미니아란 이름은 토이토부르크 숲 전투에서 로마군을 물리친 케루스키족의 족장 아르미니우스의 이름에서 따왔다.

## 선수 명단

### 현재 선수 명단
- 2025년 7월 11일 기준

참고: FIFA 자격 규정에 따라 소속된 국가대표팀 국기를 표시합니다. 선수는 복수의 FIFA 비회원국 국적을 가지고 있을 수 있습니다.
| 번호 | 포지션 | 국적 | 이름                                     |
| ---- | ------ | ---- | ---------------------------------------- |
| 1    | GK     |      | 요나스 커스켄                            |
| 2    | DF     |      | 펠릭스 하그만                            |
| 5    | DF     |      | 조나단 노르비에 (RB 라이프치히에서 임대) |
| 6    | MF     |      | 마엘 코보즈 (주장)                       |
| 7    | FW     |      | 율리안 카니아                            |
| 18   | GK     |      | 레오 오퍼만                              |
| 20   | MF     |      | 플로리안 미헐러 (TSG 호펜하임에서 임대)  |
| 21   | MF     |      | 스테파노 루소                            |

| 번호 | 포지션 | 국적 | 이름          |
| ---- | ------ | ---- | ------------- |
| 23   | DF     |      | 레온 슈나이더 |

## 역대 감독
| 감독            | 임기        |
| --------------- | ----------- |
| 오토 레하겔     | 1978 ~ 1979 |
| 호르스트 쾨펠   | 1982 ~ 1983 |
| 크리스티안 치게 | 2010        |

## 역대 성적

### 국내 리그
- 2. 분데스리가:
  - 우승: 1977–78, 1979–80, 1998–99, 2019–20
- 3. 리가:
  - 우승: 2014–15, 2024–25
- 레기오날리가 베스트/쥐트베스트: (3부)
  - 우승: 1994–95
- 오버리가 베스트팔렌: (3부)
  - 우승: 1989–90

### 지역 리그
- 서독 풋볼 챔피언십
  - 우승: 1922, 1923

### 컵 대회
- 서독 컵:
  - 우승: 1966, 1974
- 베스트팔리아 컵:
  - 무승: 1908, 1932, 1991, 2012, 2013